# Lotta armata
Con lotta armata s’intende una strategia politica che si propone la conquista del potere politico o il suo abbattimento attraverso l'uso delle armi. La lotta armata è praticata da organizzazioni rivoluzionarie ed è legata all'esercizio della guerriglia.
Tra le organizzazioni che hanno teorizzato e praticato l'uso della lotta armata durante gli anni di piombo in Italia vi sono gruppi di estrema sinistra quali le Brigate Rosse e Prima Linea. La lotta armata era vista dai militanti come uno strumento profondamente diverso negli obiettivi e nelle modalità rispetto allo stragismo praticato dal terrorismo nero (responsabile di episodi quali la strage di Piazza Fontana a Milano del 1969, la strage di Piazza della Loggia a Brescia del 1974 e la strage di Bologna del 1980). L'obiettivo dei brigatisti, infatti, era quello di colpire obiettivi politici, personalità che ricoprivano incarichi o ruoli ideologicamente contrapposti ai propri. Anche per questi motivi, sebbene si affermi che la strategia della violenza attuata dalle organizzazioni di estrema sinistra in quegli anni sia caratterizzata da episodi di terrorismo, difficilmente i militanti accettano questo termine nella descrizione delle loro azioni.